# Aoristo
Aoristo é um tempo verbal existente nas línguas indoeuropeias, como o grego e o sânscrito. Aoristos, em grego, significa sem limite. Numa tradução mais livre, significa indefinido ou indeterminado. O aoristo indica uma ação verbal ou acontecimento, sem definir absolutamente o seu tempo de duração, ou sem definir com precisão o tempo em que a ação ocorreu. É uma espécie de tempo passado indefinido, indeterminado. Nas línguas comuns e modernas, este tempo verbal não existe.
Os verbos em aoristo podem ser traduzidos de diferentes maneiras conforme o contexto. Um modo/tempo que é como algo que denota um ato único de qualquer tipo, sem fixação nenhuma do tempo de sua ocorrência. A ação verbal aorista representa aspecto isolado, pontual e momentâneo. 
Pode, dentre outras formas, ser entendido com um gerúndio + particípio passado; ex; “tendo feito”, "tendo chegado". Indica ainda ações que não podem ser caracterizadas como ocorridas num momento determinado do tempo. A ação ocorre uma única vez, de uma vez por todas. O conceito não é de fácil compreensão para falantes de línguas que não tenham essa forma verbal.
Conforme a “Gramática do Novo Testamento Grego” de James H. Moulton (tomo I, 1908, pag. 109), o aoristo tem como efeito converter a um momento, ou seja, considera a ação como num curto instante: representa um momento de entrada (início) [...] ou de término [...] ou faz foco numa ação completa de algo que tenha ocorrido simples e isoladamente, sem distinguir passos ou detalhes do progresso da ação.